# Prima Categoria 1909-10
El Campeonato Italiano de Fútbol 1909-10 fue la 13.ª edición de dicho campeonato. Para esta edición se modificó el formato, eliminando las eliminatorias regionales pasando a la conformación de un grupo único, a semenjanza de la First Division inglesa. Además, se adoptó el calendario europeo, donde la temporada se disputa entre dos años. El Inter de Milán ganó su primer scudetto. Además de esta liga, se jugó un Campeonato Italiano (donde solo se admitían jugadores italianos), dicho torneo fue ganado por Pro Vercelli.

## Campeonato Federal
| Pos | Equipo         | PJ | PG | PE | PP | Pts | GF | GC | Dif | Comentarios                |
| --- | -------------- | -- | -- | -- | -- | --- | -- | -- | --- | -------------------------- |
| 1   | Internazionale | 16 | 12 | 1  | 3  | 25  | 55 | 26 | +29 | Desempate por el scudetto. |
| 1   | Pro Vercelli   | 16 | 12 | 1  | 3  | 25  | 46 | 15 | +31 | Desempate por el scudetto. |
| 3   | Juventus       | 16 | 8  | 2  | 6  | 18  | 28 | 19 | +9  |                            |
| 4   | Torino         | 16 | 8  | 1  | 7  | 17  | 43 | 30 | +13 |                            |
| 4   | Genoa          | 16 | 7  | 3  | 6  | 17  | 29 | 23 | +6  |                            |
| 6   | Milan          | 16 | 6  | 1  | 9  | 13  | 23 | 36 | -13 |                            |
| 6   | US Milanese    | 16 | 6  | 1  | 9  | 13  | 35 | 53 | -18 |                            |
| 8   | Andrea Doria   | 16 | 5  | 1  | 10 | 11  | 18 | 39 | -21 |                            |
| 9   | Ausonia Milano | 16 | 0  | 5  | 11 | 5   | 16 | 52 | -36 |                            |

### Desempate por el scudetto
| Equipo 1     | Resultado | Equipo 2 |
| ------------ | --------- | -------- |
| Pro Vercelli | 3-10      | Inter    |

|                |
| Campeón        |
| Inter de Milán |
| 1º título      |

## Campeonato Italiano
| Pos | Equipo         | PJ | PG | PE | PP | Pts | GF | GC | Dif | Comentarios      |
| --- | -------------- | -- | -- | -- | -- | --- | -- | -- | --- | ---------------- |
| 1   | Pro Vercelli   | 16 | 12 | 1  | 3  | 25  | 46 | 15 | +31 | Campeón Italiano |
| 2   | US Milanese    | 16 | 6  | 1  | 9  | 13  | 35 | 53 | -18 |                  |
| 3   | Andrea Doria   | 16 | 5  | 1  | 10 | 11  | 18 | 39 | -21 |                  |
| 4   | Ausonia Milano | 16 | 0  | 5  | 11 | 5   | 16 | 52 | -36 |                  |